# Dewey Defeats Truman

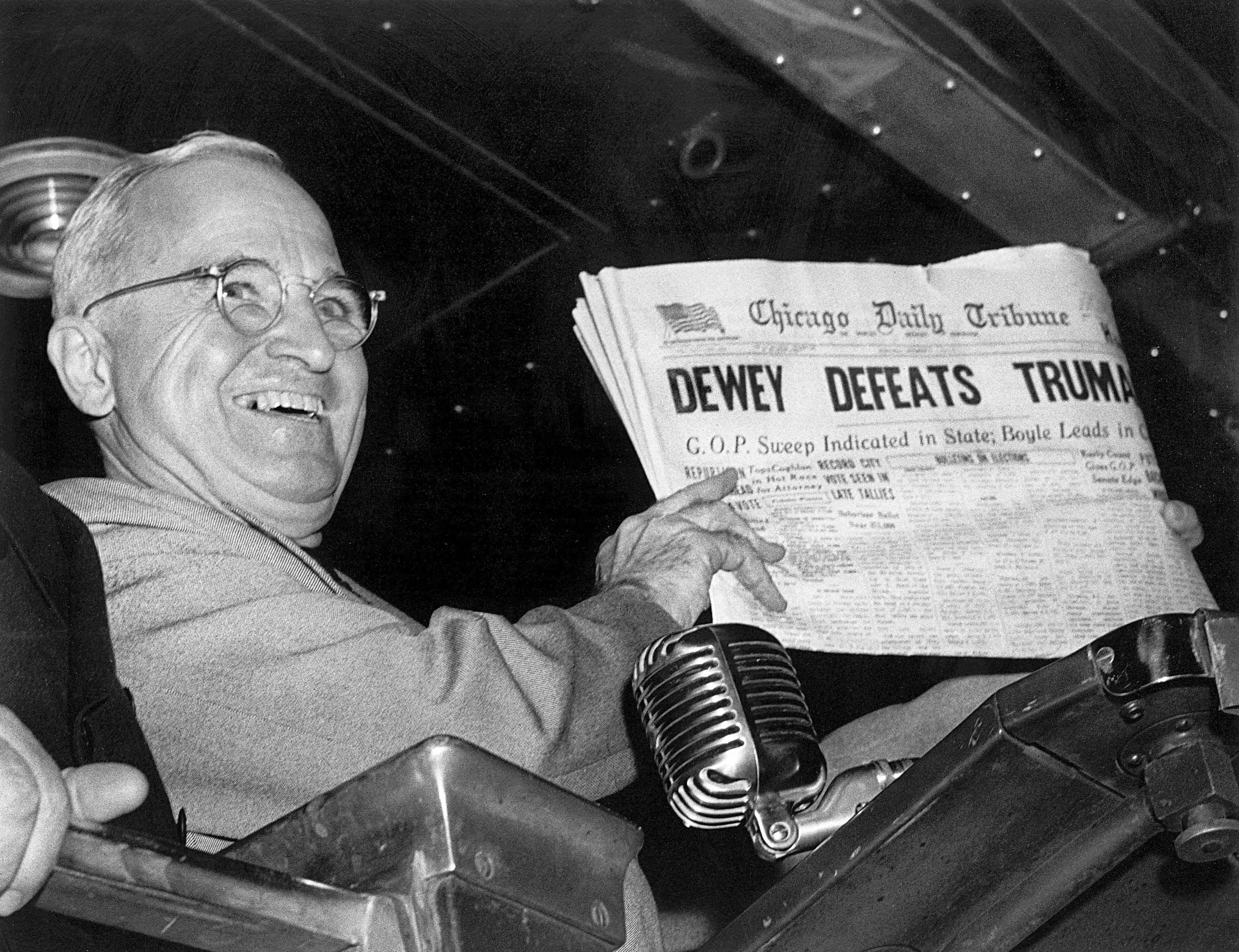
Harry S. Truman tenant le Chicago Daily Tribune avec le titre erroné « Dewey bat Truman » à la gare Union de St. Louis (Missouri), le 4 novembre 1948.

Dewey Defeats Truman (« Dewey bat Truman ») est la manchette de l'édition du Chicago Tribune du 3 novembre 1948.
Ce journal annonce, à tort, la victoire du républicain Thomas E. Dewey, grand favori, contre le président sortant, le démocrate Harry S. Truman, dans l'élection présidentielle américaine de 1948. En réalité, le scrutin est serré, mais c'est Truman qui l'emporte.
Dewey Defeats Truman désigne aussi une célèbre photographie montrant Truman qui, le même jour et après l'annonce de sa victoire, brandit le journal en souriant devant une foule de partisans rassemblés à Saint-Louis, dans le Missouri.

## Dans la culture
La série télévisée Les Simpsons parodie cette photographie dans l'épisode Mon prof, ce héros au sourire si doux ; c'est cette fois Martin Prince qui bat Bart Simpson lors de l'élection des délégués de classe, et qui est photographié tenant une édition du journal de l'école titrant « Simpson Defeats Prince ». 
On peut également retrouver cette référence dans la série télévisée Family Guy dans l’épisode 12 de la saison 8 le prénom Dewey et remplacé par celui de Stevie dans la photo originale. 